# بوب ستيوارت (لاعب هوكي الجليد)
بوب ستيوارت هو لاعب هوكي الجليد كندي، ولد في 10 نوفمبر 1950 في تشارلوت تاون في كندا، وتوفي في 3 فبراير 2017 في كريف كوير في الولايات المتحدة.

## وصلات خارجية
- بوب ستيوارت على موقع دوري الهوكي الوطني (الإنجليزية)
- بوب ستيوارت على موقع EliteProspects.com (الإنجليزية)
- بوب ستيوارت على موقع HockeyDB.com (الإنجليزية)
- بوب ستيوارت على موقع Hockey-Reference.com (الإنجليزية)